# Иноуэ, Масахиро
Масахиро Иноуэ (яп. 井上 正大 Иноуэ Масахиро, родился 20 марта 1989) — японский актёр, председатель и директор компании «AIC Lights Co., Ltd». Наиболее известен по ролям Цукасы Кадои в сериале «Камэн Райдер Декейд», в одноимённом сезоне сериала «Kamen Rider» и Джинги в сериале «Гаро: Золотой шторм», в одноимённом сезоне сериала «Гаро».

## Биография
Масахиро Иноуэ родился 20 марта 1989 года в Иокогама, Канагава, Япония.

## Карьера
В 2008 году дебютировал в аниме-мюзикле «Принц тенниса», где исполнил роль Кэйго Атобэ (в группе Б). 
В 2009 году он стал известным, исполнив роль Цукасы Кадои (Камэн Райдера Декейда) в одноимённом сезоне сериала «Kamen Rider». Позднее снялся в этой же роли в следующем сезоне сериала — Kamen Rider Double, также в фильмах Камэн Райдер Декейд: Все Райдеры против Дай Шокера и Супер Дэн-о и Декейд, в 2014 году - в сезоне Kamen Rider Gaim, а в 2019 году - в сезон Kamen Rider Zi-O. 
В январе 2010 года он сыграл роль Нико в «Сборщики налогов» и снялся в двойной роли с Акирой Ясудой. 
В 2012 году он впервые за три года повторил роль Цукасы Кадои/Камэн Райдер Декейд в «Камэн Райдер x Супер Сэнтай: Битва Супергероев». Эта работа представляет собой двойную работу с Рётой Одзавой , сыгравшей главную роль в сезоне Super Sentai, «Отряд пиратов — Гокайджеры».
В 2017 году снялся в шестом сезоне сериала Гаро (Гаро: Золотой шторм) в роли центрального антагониста Джинги. Впоследствии его персонаж получил собственный сериал-ответвление.
30 сентября 2022 года, Масахиро Иноуэ покинул своё агентство «Box Corporation», после 15-летнего сотрудничества.
9 января 2023 года было объявлено, что он назначен представительным директором компании по производству анимации «AIC Lights».

## Фильмография

### Телесериалы
| Год         | Название                                   | Роль                                              | Телеканал                            | Примечания                                                 |
| ----------- | ------------------------------------------ | ------------------------------------------------- | ------------------------------------ | ---------------------------------------------------------- |
| 2009        | «Камэн Райдер Декейд»                      | Цукаса Кадоя/Камэн Райдер Декейд                  | TV Asahi                             | Главная роль                                               |
| 2009        | «Камэн Райдер G»                           | Камэн Райдер Декейд                               | TV Asahi                             | Голосовая роль, Камео                                      |
| 2009        | «Отряд Самураев — Шинкенджеры»             | Цукаса Кадоя/Камэн Райдер Декейд                  | TV Asahi                             | 21 эпизод                                                  |
| 2009        | «Комната, куда приходят великие люди»      | Миямото Мусаси                                    | Tokyo MX                             | 2 эпизод                                                   |
| 2009        | «Неприкасаемая»                            | Кэн Такаги                                        | TV Asahi                             | 5 эпизод                                                   |
| 2010        | «Сборщик налогов»                          | Нико                                              | Tokyo MX                             | Главная роль                                               |
| 2010        | «Профессиональный игрок в гольф Хана»      | Дзюн Имадегава                                    | Nippon TV                            |                                                            |
| 2010        | «ДЖОКЕР: Беспощадный детектив»             | Кандзи Такемото                                   | Fuji TV                              |                                                            |
| 2010        | «Фритер, покупка дома»                     | Синдзи Тесима                                     | Fuji TV                              |                                                            |
| 2011        | «Ханчо»                                    | Юта Нисида                                        | Tokyo Broadcasting System Television | 6 серия                                                    |
| 2011        | «Интерсексуал»                             | Кэндзи Ибуки                                      | TV Tokyo                             |                                                            |
| 2012        | «Загадки после школы»                      | Хироаки Яги                                       | TBS Television                       | 9 и 10 эпизод                                              |
| 2012        | «Небо надежды»                             | Цукаса Сакаки                                     | BS Asahi                             |                                                            |
| 2012        | «Частичка лета»                            | Кадзуя Аояма                                      | Fuji TV                              | Главная роль, 26-45 эпизоды                                |
| 2012        | «Сумка, в которую можно влюбиться»         | Дайсукэ Сакамато                                  | NHK Educational TV                   | Фрагмент детского шоу «Dai! Tensai Terebi-kun»             |
| 2013        | «Шутка Бога»                               | Тайти Удагава                                     | BS-TBS                               | 1 эпизод                                                   |
| 2013        | «Случайные ужасы»                          | Кэнта                                             | Fuji TV                              | 3 эпизод                                                   |
| 2013        | «Камэн Райдер Визард»                      | Цукаса Кадоя/Камэн Райдер Декейд                  | TV Asahi                             | 52 и 53 эпизод                                             |
| 2014        | «Токийское бюро лицензирования патентов»   |                                                   | NHK Educational TV                   | 19 эпизод, Фрагмент детского шоу «Let's Tensai Terebi-kun» |
| 2015        | «Гаро: Золотой шторм»                      | Джинга                                            | TV Tokyo                             |                                                            |
| 2016        | «Гаро: Сказания Макай»                     | Джинга                                            | TV Tokyo                             | 2 эпизод                                                   |
| 2016        | «Историческая драма о мужчинах и женщинах» | Хаяси Кинсуке                                     | BS Japan                             | 5 эпизод                                                   |
| 2018        | «Клык Бога: Джинга»                        | Джинга Микаге/Розе Сверкающий Рыцарь Тени, Джинга | Tokyo MX                             | Главная роль                                               |
| 2018 - 2019 | «Камэн Райдер Зи-О»                        | Цукаса Кадоя/Камэн Райдер Декейд                  | TV Asahi                             | Повторяющаяся роль                                         |

### Фильмы
| Год  | Название                                                                            | Роль                             |
| ---- | ----------------------------------------------------------------------------------- | -------------------------------- |
| 2009 | «Супер Камэн Райдер Дэн-О и Декейд: Новое поколение - Фильм. Битва при Онигашимэ»   | Цукаса Кадоя/Камэн Райдер Декейд |
| 2009 | «Камэн Райдер Декейд: Все Райдеры против Дай Шокера»                                | Цукаса Кадоя/Камэн Райдер Декейд |
| 2009 | «Камэн Райдер Дабл и Камэн Райдер Декейд: Киновойна 2010»                           | Цукаса Кадоя/Камэн Райдер Декейд |
| 2010 | «Человек-зебра 2: Атака на Зебра-Сити»                                              | Синпэи Асано                     |
| 2010 | «Смертельная игра»                                                                  | Дайго Иваи                       |
| 2011 | «Мессия»                                                                            | Хаку Митсуми                     |
| 2012 | «Камэн Райдер x Супер Сэнтай: Битва Супергероев»                                    | Цукаса Кадоя/Камэн Райдер Декейд |
| 2012 | «Реальные догонялки 4»                                                              | Дайти Кусано                     |
| 2012 | «Реальные догонялки 5»                                                              | Дайти Кусано                     |
| 2013 | «Пустая граница»                                                                    | Сунсукэ Матсудаира               |
| 2013 | «Джинджин»                                                                          | Такэру Такаминэ                  |
| 2013 | «Бакумацу Китан Синсэн 5: Фуун Ига Гоэ»                                             | Санада Юкимура                   |
| 2014 | «Тхэквондо Дамасии: Возрождение»                                                    | Тосимити Изусики                 |
| 2014 | «Война Камэн Райдеров, Хэйсей против Сёва: Камэн Райдер Битва при уч. Супер Сэнтая» | Цукаса Кадоя/Камэн Райдер Декейд |
| 2014 | «25 Двадцать пять»                                                                  | Тосинари Санада                  |
| 2015 | «Токийский пиар по-женски»                                                          | Кэйта Нисидзима                  |
| 2015 | «Репликант Ева»                                                                     | Рё Казама                        |
| 2017 | «Косметические войны»                                                               | Сюнсуке Такатё                   |
| 2017 | «Детективный квартет Рэйган»                                                        | Эйдзи Сюгита                     |
| 2018 | «Гаро: Клык Бога»                                                                   | Джинга                           |
| 2018 | «Рёма: Пусто, нет Санкагэту»                                                        | Сакамото Рёма, Рёта Сакамото     |
| 2018 | «Камэн Райдер Поколения Хэйсей Навсегда»                                            | Камэн Райдер Декейд (озвучка)    |
| 2021 | «Доброе утро, Спящий Лев!»                                                          | Юу "Клуб" Хирага                 |

## Личная жизнь
С декабря 2016 года, был женат на актрисе Джейми Нацуки, 17 апреля 2017 года у пары родился сын. Однако 8 мая 2020 года Нацуки и Иноуэ развелись, что было подтверждено самим Иноуэ в Twitter. 
Хобби актёра: все виды спорта, ремесло, боевые искусства. Специализации — бейсбол, теннис и плавание.